# 피스 오브 케이크
《피스 오브 케이크》(일본어: ピース オブ ケイク)는 조지 아사쿠라에 의한 일본의 만화 작품. 2003년부터 2008년에 〈FEEL YOUNG〉(쇼덴샤)에서 연재(2003년 8월호부터 2009년 1월호까지). 20대 여성의 애절한 사랑을 그린 작품으로, 단행본 전 5권이 쇼덴샤에서 발매되고 있다.
주로 20대·30대 여성의 지지를 모여 누계 발행 부수는 2014년 9월 기준으로 43만부가 되고 있다. 2015년 가을에는 실사판 영화가 개봉되었다.

## 서적 정보
- 조지 아사쿠라 〈피스 오브 케이크〉 쇼덴샤 <Feel 코믹스> 전 5권 (번외편 1권)

- 1. 2004년 5월 8일 발매 ISBN 978-4-396-76332-9
  2. 2005년 5월 20일 발매 ISBN 978-4-396-76359-6
  3. 2006년 7월 7일 발매 ISBN 978-4-396-76382-4
  4. 2007년 3월 7일 발매 ISBN 978-4-396-76403-6
  5. 2009년 2월 7일 발매 ISBN 978-4-396-76453-1
- 번외편 2015년 7월 8일 발매 ISBN 978-4-396-76644-3

## 영화 만화
2015년 8월 24일부터 스마트폰의 엔터테인먼트 어플리케이션 〈UULA〉에서 원작 만화를 프레임별로 나누어 대사나 효과음을 더한 영화 코믹 〈UULA 만화〉가 전달 되었다.

## 영화
2015년 9월 5일 공개. 감독은 다구치 토모로오, 각본은 무카이 코우스케. 등급은 PG12 지정.

### 출연
- 우메미야 시노 - 타베 미카코
- 스가와라 교시로 - 아야노 고
- 오카노 텐짱 - 마츠자카 토리
- 나나코 - 키무라 후미노
- 나리타 아카리 - 미츠무네 카오루
- 마사키 - 에모토 타스쿠
- 카와타니 - 스다 마사키
- 치바 - 미네타 카즈노부
- 타다 - 나카무라 토모야
- 구로사와 토시코 - 안도 타마에
- 킨지 - 모리오카 류
- 칸다 - 야마다 키누오
- 아사가야 로프트의 점장 - 쿠도 칸쿠로 (우정 출연)
- 텐짱 출연 영화 감독 - 히로키 류이치 (우정 출연)

### 스태프
- 원작 - 조지 아사쿠라 〈피스 오브 케이크〉 (쇼덴샤 필 코믹스)
- 감독 - 다구치 토모로오
- 각본 - 무카이 코우스케
- 음악 - 오오토모 요시히데
- 조성 - 문화청 문화 예술 진흥 보조금
- 배급·선전 - 쇼게이트
- 제작사 - C&I 엔터테인먼트
- 제작 간사 - 해피 넷
- 제작 - 〈피스 오브 케이크〉 제작위원회 (해피 넷, 파르코, 쇼게이트, TBS 서비스, 히카리 TV, GYAO C&I 엔터테인먼트, 쇼덴샤)

### 공개
전국 158 스크린에서 개봉되어 2015년 9월 5, 6일 첫날 2일간 흥행 수입 5,279만 9,000엔, 동원 3만 6,982명으로, 영화 관객 동원 랭킹(흥행 통신사 조사)에서 첫 등장 10위가 되었다.

### 수상
- 제7회 TAMA 영화상[4]
  - 최우수 남우주연상 (아야노 고 《신주쿠 스완》과 함께)

- 제25회 일본 영화 프로페셔널 대상 (2016년)[5]
  - 여우주연상 (다베 미카코 《영화 심야 식당》과 함께)

- 제25회 일본 영화 비평가 대상 (2016년)
  - 여우주연상 (다베 미카코)[6]

## 관련 작품

### 무대
극 중에 등장하는 〈극단 메바치무스메〉가 실제로 창단되어 극 중극인 〈츠치노코의 시집〉이 2015년 9월 17일부터 27일까지 CBGK 시부게키!에서 상연. 작·연출은 극단 시카코로시의 마루오 마루이치로가 담당. 영화와는 다른 오리지널 캐스트 10명과 오디션 합격자 10명이 캐스팅될 예정이었으나, 실제 공연에는 더 많은 인원이 출연하고 있다.